# Lycaena baroghila
Lycaena baroghila är en fjärilsart som beskrevs av Robert Christopher Tytler 1927. Lycaena baroghila ingår i släktet Lycaena och familjen juvelvingar. Inga underarter finns listade i Catalogue of Life.